# Imation

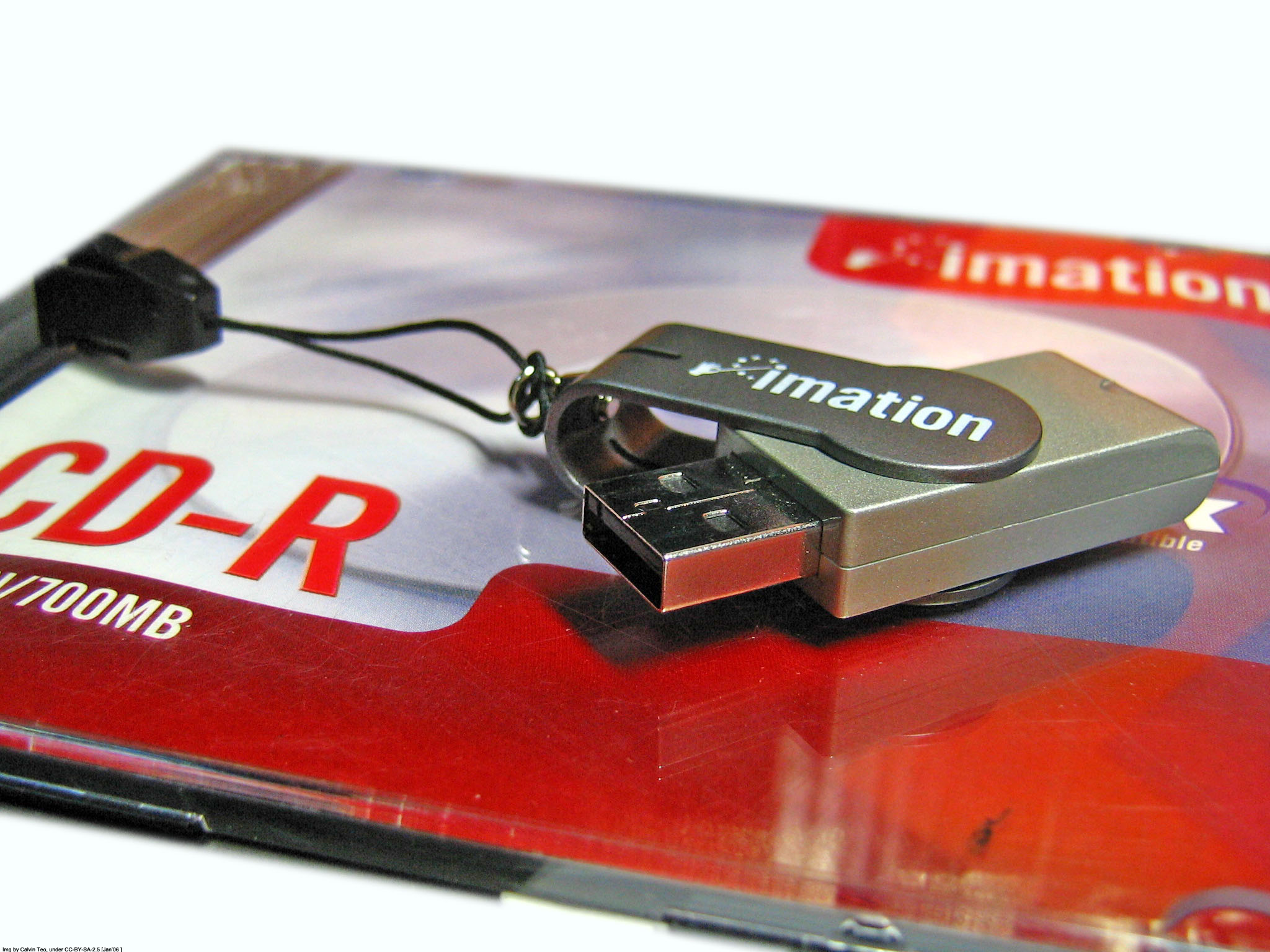
Una chiavetta USB e un CD-R Imation

Imation è una multinazionale statunitense che progetta e produce un'ampia gamma di prodotti per la registrazione e l'archiviazione di dati e di elettronica di consumo.
La società nasce nel 1996 da una divisione di 3M. La sua sede è in Oakdale (Minnesota).
Ha acquistato Memorex nell'aprile 2006 e la TDK Brand Recording Media business nel luglio 2007 e nel 2008 ha acquisito XtremeMac. Vende i suoi prodotti attraverso i marchi: Imation, Memorex, TDK Life on Record, IBM, Sun StorageTek, HP, Exabyte e XtremeMac.